# Macijauskas
Macijauskas ist ein litauischer männlicher Familienname, abgeleitet von Mačys.

## Weibliche Formen
- Macijauskaitė (ledig)
- Macijauskienė (verheiratet)

## Namensträger
- Aleksandras Macijauskas (* 1938),  Fotograf
- Arvydas Macijauskas (* 1980), Basketballspieler
- Aušrys Macijauskas (* 1968),  Agronom und Politiker
- Kęstutis Macijauskas (* 1961),  Militär